# Herbe aux sorcières
Taxons concernés
- Dans la famille des Onagraceae
  - dans le genre Circaea
- Dans la famille des Orobanchaceae
  - dans le genre Striga
- Dans la famille des Verbenaceae
  - dans le genre Verbenamodifier

Herbe aux sorcières ou Herbe des sorcières est un nom vernaculaire ambigu. Il peut faire référence aux différentes plantes suivantes:
- dans le genre Verbena dans la famille des Verbénacées
  - (Verbena officinalis), aussi appelée verveine officinale[1]
  - Verbena hastata
- Circaea lutetiana, aussi appelée la Circée de Paris, une espèce de la famille des Onagracées[2]
- Striga, un genre de plantes  de la famille des Orobanchacées connues en Afrique subsaharienne sous le nom d'« herbe des sorcières »[3]